# Pseudoneureclipsis palmonii
Pseudoneureclipsis palmonii là một loài Trichoptera trong họ Dipseudopsidae. Chúng phân bố ở miền Cổ bắc.